# Polvo nuestro que estás en los cielos
Polvo nuestro que estás en los cielos es una película uruguaya de 2008. Dirigida por Beatriz Flores Silva, es un drama histórico protagonizado por Antonella Aquistapache, Elisa García Lester, Héctor Guido, Margarita Musto, Myriam Glaijer y Augusto Mazzarelli, ambientado en el Uruguay de los años previos a la dictadura cívico-militar.

## Sinopsis
Masángeles, tras la muerte inesperada de su madre, va a vivir a casa de su padre, el ministro Aurelio Saavedra, un político influyente del cual es hija ilegítima; allí convivirá con una gama de personajes neuróticos y egocéntricos, los que contrastan con el carácter sensible de Masángeles. La historia se ambienta en Montevideo, entre 1966 y el golpe de Estado de 1973.

## Protagonistas
| • Antonella Aquistapache (Masángeles a los siete años) • Elisa García Lester (Masángeles a los catorce años) - Antonella Aquistapache - Héctor Guido (Aurelio Saavedra) - Myriam Glaijer - Augusto Mazzarelli - Ileana López - Lucio Hernández | - Enrique Vidal - Juan Gamero - Nicolás Furtado - Ignacio Cawen - Martín Flores - Danilo Valverde - Mateo Chiarino |

## Premios
- Festival de Cine de Avanca, Portugal (2009): mejor actor y mención especial del jurado.
- Festival Iberoamericano de Río de Janeiro (2009): mejor película iberoamericana, mejor realización, mejor escenario, mejor actriz, mejor actor secundario y mejor dirección artística.
- Festival de Cine de Santa Cruz de la Sierra, Bolivia (2009): mención especial a la realización.
- Festival Internacional de Cine de Ourense, España: mención especial.
- Festival de Cinéma Latinoaméricain de Buenos Aires (2009): mejor película y mejor escenario original.
- Asociación de Críticos del Uruguay (2009): mejor actor y mejor dirección artística.[3][4]